# Alana Davis
Alana Schofield Davis (New York City, 6 maggio 1974) è una cantante statunitense.

## Biografia
Figlia del pianista Walter Davis Jr., tra il 1997 e il 2001 Alana Davis ha pubblicato i suoi primi due album, Blame It on Me e Fortune Cookie, con la Elektra Records. La sua cover di 32 Flavors, canzone eseguita originalmente da Ani DiFranco, ha riscosso un buon successo radiofonico negli Stati Uniti, raggiungendo la top 40 della Billboard Hot 100. Dopo aver lasciato la Elektra a causa di divergenze creative, nel 2005 la cantante ha pubblicato il suo terzo disco, Surrender Dorothy, sotto la propria casa discografica, la Tigress Records.
Dopo una lunga assenza dalle scene musicali, la Davis è tornata ad esibirsi dal vivo nel 2018, anno in cui ha anche pubblicato il quarto LP Love Again.

## Discografia

### Album in studio
- 1997 – Blame It on Me
- 2001 – Fortune Cookies
- 2005 – Surrender Dorothy
- 2018 – Love Again

### Singoli
- 1997 – 32 Flavors
- 1998 – Crazy
- 2001 – I Want You
- 2002 – Carry On
- 2005 – Wide Open